# Trent Park

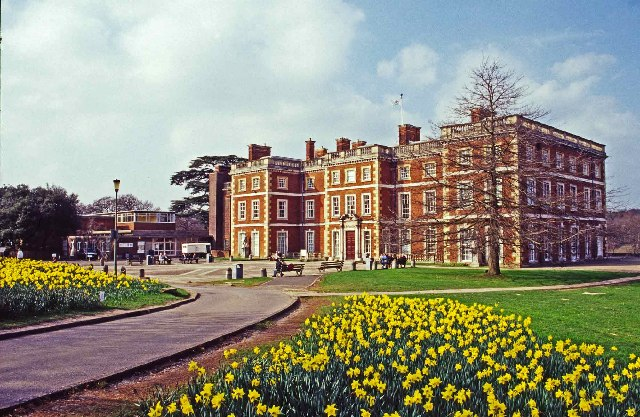
Trent Park House

Trent Park ist ein herrschaftliches Anwesen nördlich von London, das im Zweiten Weltkrieg als Kriegsgefangenenlager für deutsche und italienische Generäle und Stabsoffiziere benutzt wurde.

## Geschichte des Geländes
Heinrich IV. hatte in Enfield die Enfield Chase als Jagdrevier genutzt. 1777 beschloss das Parlament, den Bannforst aufzulösen und das bereits teilweise überbaute Gelände einzuhegen. William Chambers erwarb einen Teil des Parks und ließ ein Jagdhaus zu einer Villa namens Trent Place umbauen, das Francis Bevan deutlich erweitern ließ und nun Trent Park House nannte. 1909 erwarb Edward Sassoon aus der Familie Sassoon das Gelände mit der inzwischen stattlich, wenn auch stillos erweiterten Villa und ließ es durch Philip Tilden noch einmal vergrößern. Der Garten wurde zum Teil durch Norah Lindsay gestaltet, die eng mit Philipp Sassoon befreundet war.

### Speziallager

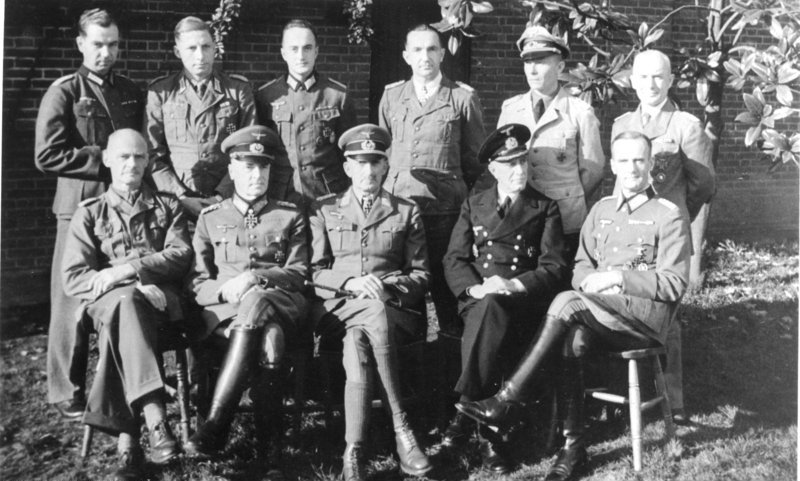
Deutsche Offiziere in alliierter Gefangenschaft, hintere Reihe v. l. n. r. Oberleutnant Erdmann von Glasow, Major Ulrich Boes, Leutnant Klaus Hubbuch, Rudolf Buhse, Oberst Erich Schmidt, Oberst Gebhard Borcherdt; vordere Reihe v. l. n. r. Oberst Horst Egersdorf, Ludwig Crüwell, Hans-Jürgen von Arnim, Paul Meixner, Generalmajor Heinrich-Hermann von Hülsen; November 1943

Nach dem Tod von Philipp Sassoon wurde Trent Park von der britischen Regierung als Speziallager für hochrangige Kriegsgefangene genutzt. Die Räume wurden vom britischen Geheimdienst abgehört. Man vermutete, dass die untergebrachten Offiziere in der entspannten Atmosphäre dieses Lagers beginnen würden, Kriegserfahrungen auszutauschen. Oft wurden hochrangige Offiziere zusammengebracht, von denen der britische Geheimdienst wusste, dass sie unterschiedliche Ansichten zu grundlegenden Fragen vertraten. Die Diskussionen boten reichhaltiges Material für die geheimdienstliche Auswertung.
1942 waren zunächst nur General der Panzertruppe Ludwig Crüwell (vom 26. August 1942 bis 16. Juni 1944) und General der Panzertruppe Wilhelm Ritter von Thoma (vom 20. November 1942 bis Oktober 1945) im Lager untergebracht, die in Nordafrika in Gefangenschaft geraten waren. Während Thoma dem Nazi-Regime kritisch gegenüberstand, hielt Crüwell die Haltung Thomas für defätistisch. Hieraus ergaben sich Dispute, die zu einer Gruppenbildung der Inhaftierten führte und für die geheimdienstliche Auswertung wichtig waren.

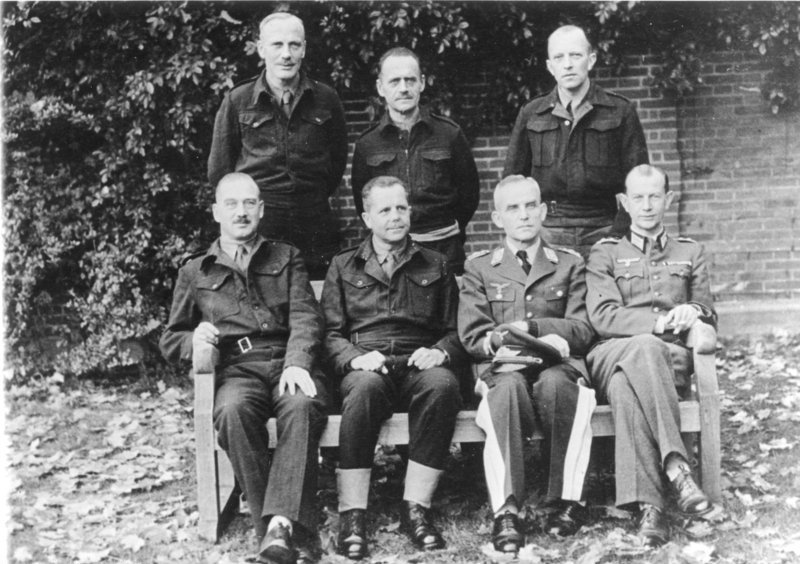
Deutsche Offiziere in Trent Park, hintere Reihe v. l. n. r. Otto Elfeldt, Ferdinand Heim, Gerhard Bassenge; vordere Reihe v. l. n. r. Friedrich von Broich, Heinrich Eberbach, Georg Neuffer, Oberst Hans Reimann; November 1944

Ab Mai 1943 kamen immer mehr hochrangige Offiziere – zunächst hauptsächlich aus Nordafrika – in dieses Lager. So wurde der am 12. Mai 1943 in Tunis in Gefangenschaft geratene Generaloberst Hans-Jürgen von Arnim, zuvor Oberbefehlshaber der Heeresgruppe Afrika, am 16. Mai 1943 nach Trent Park gebracht und blieb dort bis 16. Juni 1944. Auch von Arnims Adjutant, Oberleutnant Erdmann von Glasow, kam nach Trent Park.
Von August 1942 bis zum Oktober 1945 sind insgesamt 84 deutsche Generäle in Trent Park gefangen gehalten worden. Als einziger Offizier der SS war Kurt Meyer, SS-Brigadeführer und Generalmajor der Waffen-SS, im Lager.

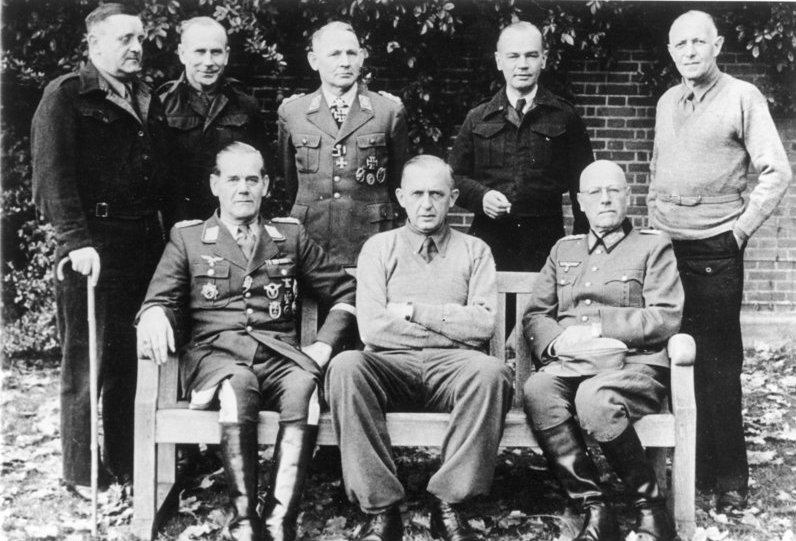
Deutsche Offiziere in Trent Park, hintere Reihe v. l. n. r. Dietrich von Choltitz, Gerhard Wilck, Hermann-Bernhard Ramcke, Kurt Eberding, Eberhard Wildermuth, vordere Reihe v. l. n. r. Rüdiger von Heyking, Karl-Wilhelm von Schlieben, Wilhelm Daser, November 1944

Unter anderem wurden neben den oben schon genannten folgende hochrangige Offiziere in Trent Park festgehalten:
- General der Panzertruppe Hans Cramer, zuvor Führung des Deutschen Afrikakorps, ebenfalls (wie von Arnim) am 12. Mai 1943 in Tunis in Gefangenschaft gegangen und vom 16. Mai 1943 bis 22. Februar 1944 in Trent Park[2];
- General der Flieger Johannes Fink, bis 11. September 1944 Kommandierender General der Luftwaffe in Griechenland, danach Führerreserve, am 23. April 1945 in Heggbach in französische Kriegsgefangenschaft geraten und ab 30. April 1945 in Trent Park;
- General der Infanterie Dietrich von Choltitz, am 7. August 1944 zum Wehrmachtbefehlshaber von Paris ernannt, am 25. August 1944 in Gefangenschaft geraten, seit 29. August 1944 in Trent Park;
- General der Panzertruppe Heinrich Eberbach, seit 22. August 1944 mit der Führung der 7. Armee beauftragt, am 31. August 1944 bei Amiens in Gefangenschaft geraten und seit 6. September 1944 in Trent Park;
- General der Fallschirmtruppe Bernhard Ramcke, zuvor Festungskommandant von Brest, nach der Kapitulation der Festung Brest am 19. September 1944 in Kriegsgefangenschaft, ab 27. September 1944 in Trent Park;
- General der Kavallerie Edwin Graf von Rothkirch und Trach, zuvor Kommandierender General LIII. Armeekorps, am 6. März 1945 bei Neunkirchen in Gefangenschaft geraten, ab 9. März 1945 in Trent Park.

### DieSecret Listeners
Das Combined Services Detailed Interrogation Centre (CSDIC) bildete die Abhörkräfte aus, darunter auch deutsche Emigranten, denn zum Abhören der Gespräche waren umfassende Deutschkenntnisse erforderlich. Diese brachten vor allem deutsche Juden mit, die vor den Nazis nach England geflohen waren. Diese Secret Listeners, vermutlich insgesamt etwa 100 Personen, arbeiteten in Trent Park im sogenannten „M-Raum“, in dem sich auch die meist aus den USA stammenden Abhör- und Aufzeichnungsgeräte befanden. Der letzte überlebende Secret Listener war der 1919 in Berlin geborene Fritz Lustig († 2017). Er kam 1939 mit einem der letzten Kindertransporte nach England und wurde bald darauf als Enemy Alien interniert. Nach dem englischen Kriegseintritt meldete er sich als Freiwilliger zur British Army und wechselte nach einer kurzen Pionier-Ausbildung zum CSDIC, das ihn in Trent Park einsetzte. Fritz Lustig gehörte zu den aktiven Unterstützern der „Save Trent Park Campaign“, die in Trent Park ein Museum in Erinnerung an die „Secret Listeners“ einrichten wollte.

## Vergleichbare Lager
- Zur Internierung deutscher Atomwissenschaftler wurde in Farm Hall bei Cambridge im Rahmen der Operation Epsilon ein vergleichbares Lager eingerichtet, in dem die Wissenschaftler ebenfalls abgehört wurden.

- In der Londoner Beltane School waren bis zu 250 deutsche Wissenschaftler und Technologieexperten interniert[7], die 1945 und 1946 aus Deutschland nach England gebracht worden waren. Das Lager hatte bis zu 44 Mitarbeiter und wurde 1947 nach Hampstead (London) verlegt.

## Weitere bekannte Personen (Auswahl)
- Generalmajor Gerhard Bassenge: vom 16. Mai 1943 bis Oktober 1945 in Trent Park[2]
- Generalleutnant Friedrich von Broich: vom 1. Juni 1943 bis Oktober 1945 in Trent Park[2]
- Oberst Rudolf Buhse:[8] Gefangennahme in Tunesien, ab 16. Juni 1943
- Major i. G. Hasso Viebig
- Generalleutnant Gotthard Frantz: Gefangennahme in Tunesien, von 22. Mai 1943 bis 21. August 1943 in Trent Park[2]
- Generalmajor Alfred Gutknecht: vom 5. September bis zum 25. Oktober 1944 in Trent Park
- Konteradmiral Walter Hennecke: ab 1. Juli 1944 in Trent Park
- Friedrich August Freiherr von der Heydte: ab 23. Februar 1945
- Generalmajor Heinrich-Hermann von Hülsen: Gefangennahme in Tunesien, vom 26. Mai 1943 bis 25. Mai 1944 in Trent Park[2]
- Generalmajor Heinrich Kreipe: Entführung in Kreta, vom 25. Mai bis zum 23. August 1944 in Trent Park[2]
- Generalmajor Kurt Freiherr von Liebenstein: Gefangennahme in Tunesien, vom 12. Mai 1943 bis 23. September 1944 in Trent Park[2]
- Konteradmiral Paul Meixner:[8] Gefangennahme in Tunesien, ab 16. Juni 1943 in Trent Park
- Generalleutnant Georg Neuffer: vom 16. Mai 1943 bis Oktober 1945 in Trent Park[2]
- General der Infanterie Ralph von Oriola: ab 27. April 1945 in Trent Park
- Generalleutnant Karl Spang: vom 12. August 1944 bis 23. September 1944 in Trent Park
- Generalleutnant Theodor von Sponeck: Gefangennahme in Tunesien, 1. Juni 1943 bis 23. September 1944 in Trent Park[2]

## Heutige Nutzung
1947 wurde in dem Landhaus das Trent Park Training College zur Lehrerausbildung eingerichtet. Daraus entstand 1974 das Middlesex Polytechnic und 1992 Middlesex University. Das Herrenhaus steht seit 1987 unter Denkmalschutz (Grade 2). Bis 2012 war es Teil der Middlesex University, 2017 wurde das von der Berkeley Group erworbene Gelände zur Wohnbebauung freigegeben und die Universitätsgebäude abgerissen. Die Einrichtung eines Museums ist geplant, das im Juni 2025 eröffnet werden soll. Der Park ist seit 1973 öffentlich zugänglich.